# Morti nel 1148
| Questa pagina contiene informazioni ricavate automaticamente dalle voci biografiche con l'ausilio del template Bio e di un bot. L'aggiornamento è periodico e automatico e ricostruisce completamente la pagina. Se manca una persona in questa lista, sei pregato di non aggiungerla, ma accertati piuttosto che la sua voce biografica contenga il template Bio e che i dati anagrafici siano correttamente compilati. Se il template Bio manca, inseriscilo tu stesso o, in alternativa, metti l'avviso {{tmp\|Bio}} che ne segnala la mancanza. Se i dati riportati sono sbagliati, correggi direttamente la voce biografica; le modifiche saranno visibili in questa lista entro pochi giorni. Per chiarimenti vedi il progetto biografie. La lista contiene solo le 30 persone che sono citate nell'enciclopedia e per le quali è stato implementato correttamente il template Bio. Pagina aggiornata al 18 feb 2025. |

- 6 gennaio - Gilberto di Clare, I conte di Pembroke, nobile normanno
- 15 gennaio - Rinaldo III di Borgogna, francese
- 30 marzo - Amedeo III di Savoia, nobile (n. 1095)
- 16 aprile - Robert de Bethune, vescovo cattolico britannico
- 16 aprile - Alfonso Giordano di Tolosa, nobiluomo francese (n. 1103)
- 5 giugno - Oberto, vescovo cattolico italiano
- 21 agosto - Guglielmo II di Nevers, nobile e militare francese (n. 1083)
- 25 agosto - Adalbero di Brema, arcivescovo cattolico tedesco
- 8 settembre - Guglielmo di Saint-Thierry, monaco cristiano, teologo e filosofo belga
- 17 settembre - Conan III di Bretagna, nobile francese
- 2 novembre - Malachia di Armagh, abate e arcivescovo cattolico irlandese (n. 1095)
- 20 novembre - Alberico di Beauvais, cardinale francese
- Alessandro di Lincoln, vescovo cattolico inglese
- Manuele Anema, nobile e generale bizantino
- Ari Þorgilsson, scrittore e religioso islandese (n. 1067)
- Pietro Barliario, medico e alchimista italiano (n. 1055)
- Edvige di Gudensberg, nobile tedesca (n. 1098)
- Elinardo di Bures, nobile francese
- Ernesto di Zwiefalten, abate e santo tedesco
- Goffredo Boterel II di Penthièvre, nobile francese
- Wuzhu, militare cinese
- Rodolfo I di Neuchâtel, nobile svizzero (n. 1070)
- Óttar Óttarsson, re
- Pagano il Coppiere, nobiluomo francese
- Alberto Pallavicino, nobile italiano
- Pietro Polani, politico italiano (n. 1098)
- Jaufré Rudel, poeta e trovatore francese
- Ruggero III di Puglia, condottiero normanno (n. 1118)
- Ulvhild Håkonsdotter, regina svedese
- Abu Bakr ibn al-Arabi, giurista arabo (n. 1076)